# Brahmaea lunulata
Brahmaea lunulata är en fjärilsart som beskrevs av Bremer och William Grey 1852. Brahmaea lunulata ingår i släktet Brahmaea och familjen Brahmaeidae. Inga underarter finns listade i Catalogue of Life.